# گیتارماهی خم‌دهان
گیتارماهی خم‌دهان (نام علمی: Rhina ancylostoma) نام یک گونه از راسته چارگوش‌ماهی‌سانان است.